# Jens-Werner Fritsch

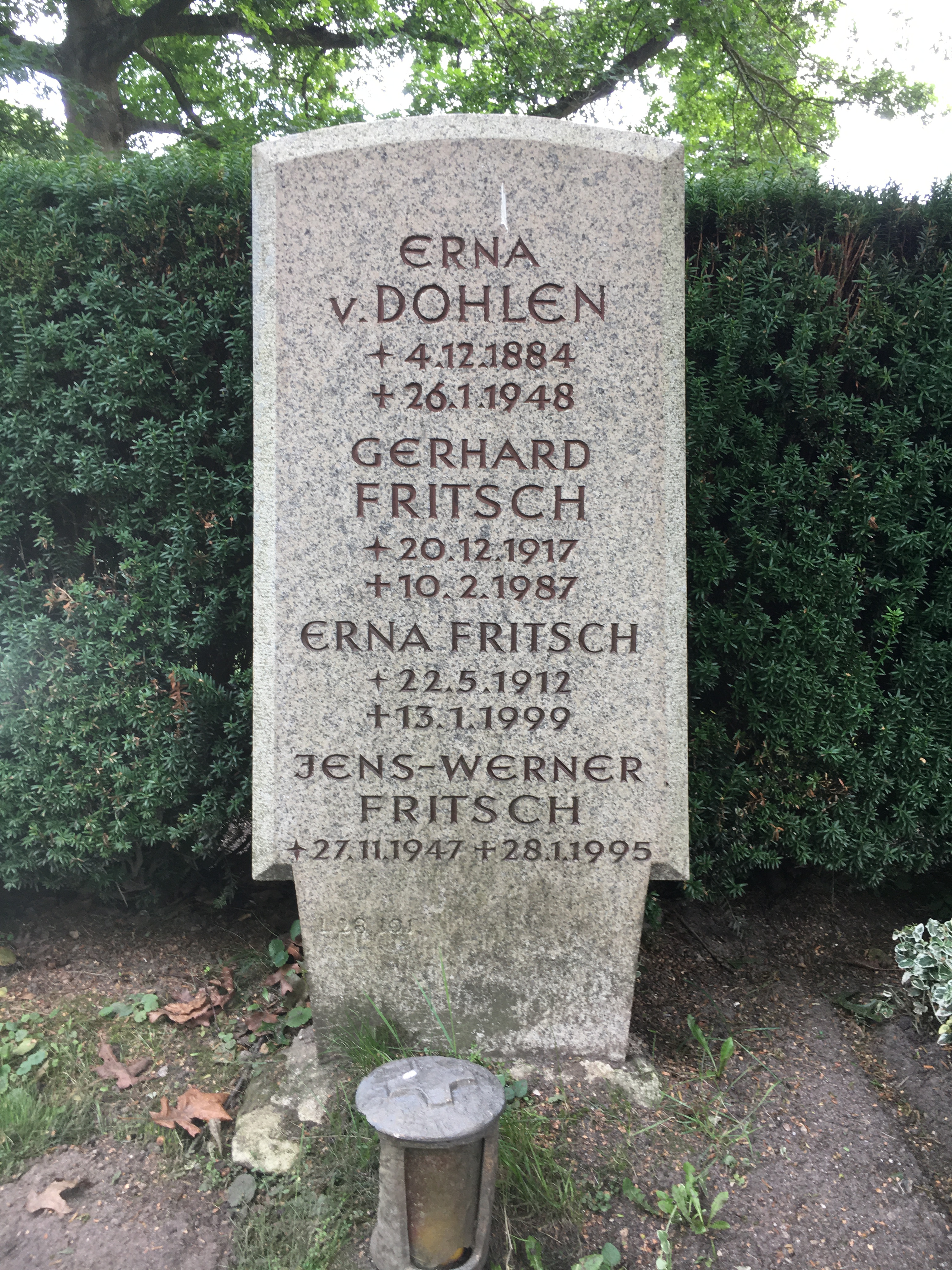
Grabstätte Jens-Werner Fritsch auf dem Friedhof Ohlsdorf

Jens-Werner Fritsch (* 27. November 1947 in Hamburg; † 28. Januar 1995 ebenda) war ein deutscher Schauspieler, Regisseur und Hörspielsprecher.

## Leben
Der „Barmbeker Jung“ Jens-Werner Fritsch kam 1971 an das Hamburger Ohnsorg-Theater, dessen Ensemble er als Schauspieler und Regisseur bis zu seinem frühen Tod angehörte. Fritsch spielte häufig skurrile Typen, wurde aber auch in Weihnachtsmärchen besetzt. Seine letzten Aufgaben hatte er in Hans Balzers Tippelbröder und als Feuerwehrmann in einer Märchenaufführung der Regentrude von Theodor Storm.
Im Fernsehen war Fritsch gelegentlich in hochdeutschen Fernsehaufzeichnungen aus dem Ohnsorg-Theater zu sehen, daneben wirkte er in einer Reihe von niederdeutschen Hörspielproduktionen des Norddeutschen Rundfunks mit.
Jens-Werner Fritsch starb nach langer, schwerer Krankheit und wurde auf dem Hamburger Friedhof Ohlsdorf in der Grablage L 28 – 101 beigesetzt.

## Filmografie
- 1972: Das Herrschaftskind
- 1973: Brand-Stiftung
- 1973: Das Hörrohr
- 1974: Hamburg Transit – Warum die Grete P. unterging
- 1974: Der schönste Mann von der Reeperbahn
- 1975: Mudder Griepsch mischt mit
- 1976: Wenn der Hahn kräht
- 1977: Die Königin von Honolulu
- 1978: Willems Vermächtnis
- 1980: Das Naturtalent
- 1983: Schmuggelbrüder
- 1983: Bleibt alles in der Familie
- 1988: Wenn du Geld hast
- 1989: Die Deern ist richtig (Regie)
- 1991: Labskaus und Champagner
- 1993: Glücksspiel im Pastorenhaus
- 1994: Großwildjagd

## Hörspiele
- 1972: De Meister von Wiebeck – Regie: Rudolf Beiswanger
- 1972: Lege Fründschopp – Regie: Jochen Rathmann
- 1972: Een in’n Sinn – Regie: Günther Siegmund
- 1973: Uteneenleevt – Regie: Heinz Lanker
- 1973: Een Engel is kommen – Regie: Jochen Schenck
- 1974: Dat hest dorvun – Regie: Heinz Lanker
- 1977: Billerhannel – Regie: Heinz Lanker
- 1978: Camper-Korl sien tweten Droom – Regie: Heinz Lanker
- 1978: De Saak mit de Wohrheit – Regie: Karl-Otto Ragotzky
- 1979: Freeheit för Korl Spaddel – Regie: Jochen Schenck
- 1980: Kuddl sien Klock – Regie: Karl-Otto Ragotzky
- 1982: Supersaurier – Regie: Rolf Becker
- 1982: Halfklook – Regie: Konrad Hansen
- 1985: Petra DNS12/2000 – Regie: Hans-Jürgen Ott
- 1987: Rumpelkist – Regie: Hans Helge Ott
- 1987: De dode Hund – Regie: Hans-Jürgen Ott
- 1994: Leev – oder woans dat heet – Regie: Ursula Hinrichs